# Роман о Кассидоре
«Роман о Кассидоре» (фр. Le Roman de Cassidorus) — французский рыцарский роман XIII века из цикла о семи мудрецах.

## Сюжет
Молодой византийский император Кассидор по совету придворных решает жениться. Правда, по пророчеству мудрецов из-за этого брака должны погибнуть двенадцать византийских принцев, и эти последние стремятся женитьбе императора помешать.
В Галилее Кассидор попадает ко двору местного царя Эдипа, жена которого Эрга и дочь Элькана страстно влюбляются в юношу. Любовь девушки описана лирично, любовь матроны — с комическими деталями. Происходят забавные недоразумения; внимание Кассидора к Элькане вызывает бешеную ревность Эгры, устраивающей специальное придворное заседание, на котором должен решиться вопрос, чья любовь предпочтительнее — опытной женщины или неискушенной в любовных утехах девушки. Но юный принц не делает выбора. Он куда более увлечен ратными забавами: как раз в это время разворачивается осада Тибериады. По возвращении в Константинополь Кассидор видит вещий сон: ему является прекрасная юная девушка (это Элькана, но он её не узнал) и возбуждает в нем внезапную пылкую любовь. Но так как юноше не совсем ясно, что за красавица явилась ему во сне, он принимает решение отправиться на её розыски. Принцы стремятся его задержать, рассказывая какую-либо новеллу-притчу. Иногда они рассказывают её от своего имени, но чаще — приняв чужой облик, прикинувшись торговцем, стариком-паломником, нищим и т. п.
Тематика этих вставных новелл очень разнообразна; в основе многих лежит сказочный или басенный восточный материал, других — бытовой анекдот (опять-таки восточного происхождения), третьих — мотивы западноевропейской куртуазной литературы (в одной, например, новелле рассказывается о «короле страны Логр») и т. д. Бытовой элемент соседствует в этих рассказах с фантастикой, а грубоватый комизм — с возвышенными куртуазными идеями.
Еще одна серия вставных новелл помещена в конце романа, где рассказывается, как император хочет казнить 12 принцев, интриговавших против его молодой жены Эльканы, ложно обвинивших её в измене (путём подмены писем). Семь мудрецов, рассказывая назидательные истории, пытаются отговорить императора от совершения жестокой казни, тогда как юный Элькан, его сын, своими притчами побуждает наказать предателей (их в конце концов сжигают).